# John Rhys-Davies
John Rhys-Davies, valižanski filmski igralec, * 5. maj 1944, Salisbury, Wiltshire, Anglija, Združeno kraljestvo.
Rhys-Davies je najbolj poznan po svoji vlogi Gimlija ter glasu, ki ga je posodil liku Bradodreva v filmski trilogiji Gospodar prstanov. Igral je egipčana Sallaha v seriji filmov Indiana Jones, kapitana Charlesa A. Bartletta v filmu Britannic ter številne druge vloge.

## Zgodnje življenje
John Ryhs-Davies se je rodil 5. maja 1944 v Salisburyju v Angliji in je odraščal v Tanganyiki in v Ammanfordu v Walesu. Njegova mati Phyllis Jones je bila medicinska sestra, njegov oče Rhys-Davies pa je bil inženir strojništva in kolonialni častnik. V začetku petdesetih let je njegova družina nekaj let živela v Tanganyiki, medtem ko je njegov oče tam služboval kot kolonialni policist. Ryhs-Davies se je zobraževal na šoli Truro in na Univerzi v Vzhodni Angliji, kjer je bil eden od prvih 105 sprejetih študentov in kjer je ustanovil Dramatično društvo. Po poučevanju na srednji šoli okrožja Watton v Norfolku je osvojil mesto na Kraljevi akademiji dramske umetnosti. 

## Kariera
Na britanskih televizijah je v zgodnjih sedemdesetih letih pogosto nastopal in igral, med drugim tudi v vlogi gangsterja Smejoč se spam Fritterja proti Adamu Faithu v Budgieju. Kasneje je igral pretorijevega častnika Naevija Sutoriusa Makrona v I, Claudiusu. Nato je začel pogosteje igrati, in to ne le v Veliki Britaniji, z vlogami portugalskega navigatorja Rodriguesa v televizijski miniseriji Shogun iz leta 1980 po romanu Jamesa Clavella in kot Sallah v dveh filmih o Indiani Jones. Leta 1989 je igral v filmu Marvel Comics Kingpin in v filmu The Trial of the Incredible Hulk.  Rhys-Davies je igral tudi v drugi Clavelolovi adaptaciji, plemenita hiša, postavljeni v Hongkongu, v kateri igra korporativnega sovražnika Iana Dunrossa, Quillian Gornt. Odtlej je igral in nastopal v številnih televizijskih oddajah in miniserijah, vključno z agentom Michaelom Malonejem v remakeu iz leta 1950 televizijske serije 1950, Nedotakljivi, ter vodilno vlogo v televizijski seriji Sliders kot profesor Maximillian Arturo od leta 1995 do 1997. 
Leta 1983 je nastopil tudi v filmu Reilly, Ace of Spies, posnel več nastopov v filmu Star Trek: Voyager kot različica Leonarda da Vincija, igral kot zaveznik Jamesa Bonda v filmu The Living Daylights, in igral v filmu Ena noč s kraljem. Rhys-Davies je vlogo Porthosa igral v dveh ločenih projektih; dvodelna epizoda Skrivnih dogodivščin Julesa Verna in film Hallmark Channel La Femme Musketeer. Igral je tudi v prizoriščih video posnetkov računalniških iger, vključno z Ripperjem (kot Vigo Haman) (1996), sipino 2000 (kot Noree Moneo) (1998) in s serijo Wing Commander (kot James Taggart, ki se podvoji kot glas Thrakhatha)  nar Kiranka v tretji igri serije). Rhys-Davies je znan tudi po igranju kapitana Charlesa A. Bartletta v filmu Britannic iz leta 2000.
Leta 2004 je sodeloval v dokumentarnem filmu The Privileged Planet, ki je namenjen inteligentnemu oblikovanju. Leta 2013 je igral v programu družinske zgodovinske komedije Coming Home, v katerem je odkril podatke o dedovem življenju v rudnikih premoga v Carmarthenshireu. 
Leta 2014 se je pridružil igralski zasedbi televizijske oddaje Metal Hurlant Chronicles, da bi igral Holgarth-a, nesmrtnega alkimista. 
Leta 2015 je igral skupaj z Markom Hamillom in Garyjem Oldmanom vlogo v enojski kampanji igre PC Star Star tudi z Markom Hamillom in Garyjem Oldmanom. Delo je obsegalo zajem gibanja telesa, vključno z obrazom in njegovim glasom;  snemali so ga predvsem v studijih Imaginarium v Veliki Britaniji.

### Vloga v filmu Gospodar prstanov
Rhys-Davies je zelo znan tudi po priljubljenem igranju škrata Gimlija v filmu Gospodar prstanov. Kinematografija filma je pomagala pri snemanju filma, ker je Rhys-Davies visok 1,85 m in v primerjavi z igralci, ki so igrali vloge, so visoki 1,68 m. Čeprav bi bil njegov lik kratek, je bil v sorazmerju s nasprotnimi igralci pravilno sorazmeren. Če bi bil podobne višine, bi posnetki celotnega štipendija potrebovali tri dodatne kamere, ne pa dve. 
Rhys-Davies je doživel hude reakcije na protetiko, ki je bila uporabljena med snemanjem, in oči so mu včasih zatekle. Na vprašanje, ali bi razmišljal o vrnitvi v vlogo za filmsko različico Hobita, je odgovoril: "To sem že povsem izključil. Obstaja moj sentimentalni del, ki bi ga rad ponovno vključil. Resnično nisem prepričan, da obraz lahko takšno kazen več sprejme. "
Rhys-Davies se je skupaj z Seanom Astinom, Seanom Beanom, Orlandom Bloomom, Billyjem Boydom, Ianom McKellenom, Dominicem Monaghanom, Viggojem Mortensenom, Mirando Otto, Andyjem Serkisom, Liv Tyler, Karlom Urbanom in Elijo Woodom ter pisateljem Philippo Boyens in režiserjem Peterom Jacksonom 31. maja 2020 pridružil YouTubovi seriji Josh Gad Reunited Apart, ki znova združuje priljubljene filme prek videokonference in spodbuja donacije neprofitnim dobrodelnim organizacijam.

### Zvočna dela
Svoje vokalne talente je Rhys-Davies posodil tudi igram Freelancer (kot Richard Winston Tobias) in Lords of Everquest (oba leta 2003) ter igri Quest for Glory IV: Shadows of Darkness, ki je izšla s pripovedjo na CD-ROM verziji v 1995. Imel je tudi glasovno vlogo v filmu Baldur's Gate: Dark Alliance kot lik Jhereka in je pripovedoval dokumentarni film z naslovom Slava Makedonije.
Glas Johna Rhys-Daviesa je mogoče slišati v dokumentarnem filmu iz leta 2009, Reclaiming The Blade. V pripovedi Rhys-Davies raziskuje meče, zgodovinsko evropsko vodenje mečev in se bori na koreografijo v filmu, kar mu je zelo znano iz izkušenj iz trilogije Gospodar prstanov, kjer je njegov lik v številnih prizorih obesil sekiro.
Leta 2004 je bil neznana tema spletne potegavščine, ki je v več glavnih medijskih virih širila lažne govorice, da naj bi imel vlogo generala Grierousa v epizodi III Vojna zvezd. 
Rhys-Davies je pripovedovalec zvoka New Testament Biblija z resnico in življenjem, 22-urne, v celoti dramatizirane avdio knjige Novega zaveze, ki uporablja prevod Revidirane standardne različice - prevod katoliška izdaja. Leta 2011 je predstavil KJB: Knjiga, ki je spremenila svet, v kateri je bral raznolike odlomke iz različice King James.
Glasovno delo Johna Rhys-Daviesa vključuje tudi delo na glasu z Breathe Bible.
Leta 2016 je za Voices of Fire predstavil svoje govorjene besede, šesti album a cappella power metal zasedbe van Canto. 
John Rhys-Davies, prebivalec otoka Man od leta 1988, je predstavil Otoški grad Rushen, eno najbolje ohranjenih srednjeveških trdnjav v Britaniji. Leta 2018 je svoj glas posodil turistični reklami Isle of Man.
Glas o Johnu Rhys-Daviesu je bil posnet za nekatere opombe iz leta 1993 Williams SuperPin "Indiana Jones: The Pinball Adventure"

## Zasebno življenje
Rhys-Davies se je decembra 1966 poročil z Suzanne Wilkinson. Imata dva sinova. Čeprav sta se leta 1985 ločila, sta ostala poročena do Suzannine smrti leta 2010, ko je umrla zaradi Alzheimerjeve bolezni. Rhys-Davies je ostal ob njej in skrbel zanjo dokler ni umrla. 
Leta 2004 je začel živeti z Lisi Manning. Imata hčer in živita na Novi Zelandiji med Waikato in otokom Man.

### Verski pogledi
Rhys-Davies je samoumevno opisan "racionalist" in "skeptik", ko gre za religijo, čeprav ima krščanstvo v velikem spoštovanju rad, je izjavil, da je "krščanska civilizacija naredila svet boljši kraj, kot je bil kdajkoli:"
Vse stvari, ki jih cenimo, pravica do svobode govora, pravica posamezne vesti, so se razvile v rimskem krščanskem krščanu prvega in drugega stoletja, kjer je posameznik kristjan rekel: "Imam pravico verovati, kar verjamem in ne tistega, kar mi reče cesar. " Iz tega se je razvila naša celotna ideja o demokraciji in enakosti, ki smo jo razvili [.].  .  .  smo krščanstvu dolžni največji zahvalni del, ki ga lahko ima kdaj generacija, in to, da jo ne sprejmemo in zavržemo kot nepomembno, je škoda dokaj slabo branih misli.

Rhys-Davies, v intervjuju na 28. filmskih nagradah
Igral je vloge v več krščanskih filmih, med njimi Mordecai v eni noči s kraljem, sveti Peter v apostolu Peter: Odkup, Evangelist v filmu Pilgrim's Progress (2019) in Charles Kemp v filmu Onkraj maske.

### Politični pogledi
Rhys-Davies ni član nobene politične stranke. Kot univerzitetni študent v šestdesetih letih dvajsetega stoletja je bil radikalni levičar, a je spremenil stališča, ko se je lotil Margaret Thatcher. Rhys-Davies pravi, da je "prva dva hekerja ustrelila na tako sijajen način, da se je odločil, da bi morala enkrat zapreti in poslušati".

Leta 2004 je Rhys-Davies v intervjuju za revijo World o muslimanskem prebivalstvu izjavil naslednje:
V Evropi se dogaja demografska katastrofa, o kateri nihče noče govoriti, o kateri si ne bi upali, ker smo tako majhni, da ne bi rasno napadali ljudi. In prav bi morali biti. A tudi kulturna stvar je. Do leta 2020 bo 50 odstotkov otrok na Nizozemskem, mlajših od 18 let, muslimanskega porekla. 
Njegove pripombe je podprla Britanska nacionalna stranka. Rhys-Davies je pripomnil, da je BNP tako nepomemben, da "ne more škodovati", vendar je navedel, da je "neprijeten, če se znajdete na zloženki BNP". Bil je potrjen tudi v uvodniku National Vanguard. V intervjuju za konservativno revijo National Review je dejal, da nasprotuje islamskemu ekstremizmu prav zato, ker meni, da krši "zahodne vrednote" enakosti, demokracije, strpnosti in ukinitve suženjstva. 
Rhys-Davies je podpornik Brexita. 25. aprila 2019 je na BBC-jevem času za vprašanja nastopil kot komisar.